# Dunja Zdouc
Dunja Zdouc (Klagenfurt, 3 de enero de 1994) es una deportista austríaca que compite en biatlón. Ganó una medalla de plata en el Campeonato Mundial de Biatlón de 2021, en el relevo mixto.

## Palmarés internacional
| Campeonato Mundial | Campeonato Mundial   | Campeonato Mundial | Campeonato Mundial |
| Año                | Lugar                | Medalla            | Prueba             |
| ------------------ | -------------------- | ------------------ | ------------------ |
| 2021               | Pokljuka (Eslovenia) | Medalla de plata   | Relevo mixto       |